# 德田球一
德田球一（日语：／ Tokuda Kyūichi，1894年9月12日—1953年10月14日），日本共产主义运动活动家、政治人物、律师，日本共产党的主要创始人和领导人之一，1922年在日本共产党第一次代表大会上当选中央委员，此后成为日本共产党的主要领导人之一，1945年12月，在日本共产党第四次代表大会上，当选为日共中央委员和日本共产党中央委员会总书记，1953年在北京病逝，享年59岁。

## 经历
1894年出生于冲绳县名护市，取名「球一」。其名字「球一」表達了希望成為「琉球第一人物」的願望。德田球一從舊制沖繩縣立第一中學校（今沖繩縣立首里高等學校）畢業後，進入舊制第七高等學校學習。由於該校教官對琉球血統的歧視，德田球一十分反感就退學了，1919年在日本大學法科的夜間部刻苦學習。1920年，畢業成為一名律師，參加了日本社會主義同盟。1922年應堺利彥的邀請，赴苏联参加远东民族大会，筹建日本共产党。
1922年日本共產黨（第一次共產黨）在非法狀態下建立，德田加入了該黨，並选为中央委员。1923年党员被大规模逮捕，次年通过解散党的决议。同年德田出狱，1926年再次被捕。同年12月党组织重建，德田在狱中被选为中央委员。1927年赴莫斯科参与《关于日本问题的决定》的拟定。
1928年日本進行第16回眾議院議員總選舉，這是日本第一回普選。德田球一代表勞動農民黨參選（福岡第3區），但落敗。田中義一內閣害怕無產階級政黨奪取日本政權，2月26日以違反治安維持法為由將德田球一逮捕。同年3月15日，田中義一內閣在全國範圍內搜捕了社會主義人士1600餘人，史稱三一五事件。此後德田球一被關押在府中刑務所達18年之久。
二戰結束之後，1945年10月10日，法國記者羅伯特·吉隆（Robert Guillain）訪問了府中刑務所，發現了德田球一，將他救出監獄。 出獄後，德田球一立即與野坂參三、志賀義雄等人著手重建日本共產黨，他將盟軍稱為日本人的「解放軍」。同年12月，德田球一在第4回黨大會上當選書記長。1946年，德田球一與從中國回國的野坂參三一起當選了眾議院議員，1947年和1949年兩次連任众议院议员。1946年，德田球一與表兄德田耕作的遺孀德田達結婚。

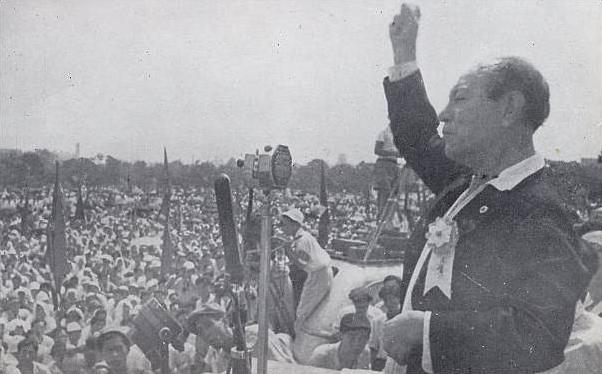
1946年復活勞動節演講中的德田球一

1950年2月，從蘇聯西伯利亞釋放歸國的日本戰俘（西伯利亞滯留者）懷疑自己之所以如此遲才歸國，是由於遭到了日共的阻撓。因此德田球一作為日共黨首被傳喚到庭。這就是德田要請問題。最終證人菅季治不堪壓力臥軌自殺，此事不了了之。同時由於共產黨和工人黨情報局批判日共的和平革命理論，日共內部分裂為所感派和國際派兩派。德田球一率領所感派與宮本顯治的國際派對立。由於駐日盟軍總司令部進行赤色清洗，日共的黨員都被開除了公職，德田球一與野坂參三等所感派領導人流亡中國，成立北京機關指揮日本的革命。
在流亡中國之前，德田在日本秘密成立了地下電臺「自由日本放送」，以此來指揮武裝革命鬥爭。然而後來北京機關內部發生了分歧，野坂參三、西澤隆二等人主張向日共国际派妥協，與德田球一的矛盾越來越白熱化。1951年7月，德田球一被迫進行自我批評，10月制定《日本共产党的当前要求》。
1952年9月底，德田球一被送入醫院，意識一直不清醒。1953年10月14日，德田球一因腦溢血在北京逝世。
1955年，中國政府發表了德田球一的訃聞。9月13日在北京舉行德田球一追悼大會，由劉少奇主持，北京市民3萬人參加了追悼會，毛澤東親筆題詞「德田球一同志永垂不朽」，周恩來為其纂寫了墓誌銘。其墓位於東京都府中市多磨陵園。此外，東京都港區青山陵園的「解放運動無名戰士墓」，以及千葉縣松戶市八柱陵園中都埋葬有德田球一的部分遺骨。
1998年，德田球一的故鄉沖繩縣名護市為其豎立了一座紀念碑，碑上刻著德田球一用漢語說過的一句話：「為人民無期待獻身」。此外，八王子市東京陵園的「革命英雄紀念碑」上也對德田的功績進行了崇高評價。